# دقيقة قطبية جيجوية أحادية الخلية
دقيقة قطبية جيجوية أحادية الخلية (الاسم العلمي: Polaromonas jejuensis) هي نوع من البكتيريا، سلبية الغرام، تتبع جنس الدقائق قطبية أحادية الخلية.